# Danny Kaye
Danny Kaye, ursprungligen David Daniel Kaminsky, född 18 januari 1911 i Brooklyn i New York, död 3 mars 1987 i Los Angeles i Kalifornien, var en amerikansk skådespelare, sångare, dansare, komiker och musiker. Kayes framträdanden innehöll såväl fysisk komedi, excentrisk pantomim som novelty-sånger. Han spelade huvudroller i 17 filmer, av vilka kan nämnas Mirakelmannen (1945), Grabben från Brooklyn (1946), Här kommer en annan (1947), Tomtar på loftet (1949), H.C. Andersen (1952), White Christmas (1954) och Hovnarren (1956). Kaye sjöng ofta i sina filmer; till hans mest populära sånger hör "Inchworm" och "The Ugly Duckling." Han blev Unicef:s första goodwillambassadör 1954 och erhöll den franska orden Hederslegionen 1986 för sitt arbete genom åren för organisationen.

## Biografi
Kayes föräldrar var ukrainsk-judiska immigranter; hans far var skräddare. Danny Kaye hoppade tidigt av skolan och arbetade som underhållare på hotell.
Broadwaydebuten skedde 1939 i "The Straw Hat Revue". En av hans största succéer på Broadway var 1941 i Lady in the Dark där han i sången Tchaikovsky rabblade upp namnen på 54 ryska kompositörer på 38 sekunder. Filmdebuten skedde 1944 i Med flickor i lasten. Han vann stor popularitet i slutet på 1940-talet, mycket tack vare sitt soliga humör och makalösa minspel. År 1954 erhöll han en special-Oscar och han vann en Emmy för TV-serien Danny Kaye Show, 1963-1967. Han var själv värd för Oscarsgalan 1952.
Kaye, som var mycket musikalisk, framträdde vid flera tillfällen även som gästdirigent för New York Philharmonic Orchestra.
Danny Kaye utsågs till den förste goodwillambassadören för Unicef 1954. För sitt mångåriga arbete för organisationen fick han år 1986 den franska orden Hederslegionen.
Kaye gifte sig med pianisten och kompositören Sylvia Fine (29 augusti 1913 – 28 oktober 1991) den 3 januari 1940. Dottern Dena föddes den 17 december 1946.

## Filmografi i urval
- 1944 – Med flickor i lasten
- 1945 – Mirakelmannen
- 1946 – Grabben från Brooklyn
- 1947 – Här kommer en annan
- 1948 – Vilda toner
- 1949 – Tomtar på loftet
- 1951 – På Rivieran
- 1952 – H.C. Andersen
- 1953 – FN:s Dag Hammarskjöldsamling - 12
- 1953 – FN:s Dag Hammarskjöldsamling - 13
- 1954 – Ta' i trä!
- 1954 – White Christmas
- 1955 – Hovnarren
- 1958 – Jag och översten
- 1958 – Kors i taket
- 1959 – Five Pennies
- 1961 – Dubbel-trubbel
- 1962 – Tissel och trassel
- 1963–1967 – Danny Kaye Show (TV-serie)
- 1969 – Tokiga grevinnan
- 1970 – Laugh-In (TV-serie)
- 1971 – Here Comes Peter Cottontail (TV-film) (röst)
- 1981 – Hotet mot Skokie
- 1986 – Cosby (TV-serie)

## Utmärkelser
- 1952 - Golden Globe - Bästa skådespelare spelfilm (komedi- eller musikfilm) för På Rivieran
- 1955 - Oscar - Hederspris för "sina unika talanger, sina bidrag till akademien, filmindustrin och det amerikanska folket."
- 1959 - Golden Globe - Bästa skådespelare spelfilm (komedi- eller musikfilm) för Jag och översten
- 1964 - Emmy - Bästa framträdande i varieté- eller musikalprogram för The Danny Kaye Show
- 1982 - Oscar - Jean Hersholt Humanitarian Award
- 1983 - Screen Actors Guild Awards - Life Achievement Award
- Hollywood Walk of Fame - stjärna på 6563 Hollywood Boulevard
- Asteroiden 6546 Kaye[1]